# Vera Edelman
Vera Hanna Edelman, född 6 juli 1903 i Helsingborg, död där 11 juli 2003, var en svensk konstnär.
Hon var dotter till snickarmästaren Bengt Olsson och från 1930 gift med lektor Ruben Edelman. Edelman studerade vid Edvin Ollers och Isaac Grünewalds målarskolor i Stockholm samt vid Académie de la Grande Chaumière i Paris. Hon medverkade i en rad konstutställningar med konstföreningarna i Höganäs och Helsingborg. Hennes konst består av porträtt, blommor, landskap och genreartade figursaker. Makarna Edelman är gravsatta vid Helsingborgs krematorium.